# Буш, Иван Фёдорович
Ива́н Фёдорович Буш (при рождении Иоганн-Петер Фридрих Буш; нем. Johann-Peter Friedrich Busch) (20 февраля (3 марта) 1771, Нарва — 24 октября (5 ноября) 1843, Санкт-Петербург) — российский хирург, доктор медицины и хирургии, профессор, академик. Является одним из основателей петербургской хирургической школы.

## Биография
Родился в семье Карла Фридриха Буша и Маргареты Елены (урожденной Миккифер). Отец, отставной солдат ганноверской армии (по другим данным — трактирщик), переселившийся в Россию в 1740 году, был человек сурового характера и с сыном обращался строго. Привыкший к бедности мальчик на седьмом году был отдан в Нарвскую общественную немецкую школу, где обратил на себя внимание ректора школы Рюдингера, который освободил его от платы за учение, а затем взял в свой дом, и пользуясь мальчиком вместо прислуги, в то же время заботился о его образовании.
В 1785 году оставил школу и с рекомендательным письмом от нарвского пастора отправился в Петербург к лейб-хирургу И. З. Кельхену (1722—1810), начальнику Санкт-Петербургского клинического хирургического института; в этот институт Буш поступил казённокоштным воспитанником и вскоре настолько выдался из среды своих товарищей, что ему была обещана казённая командировка за границу, однако, когда Буш был в 3-м классе института, война с Турцией, а затем со Швецией вызвала чрезвычайную потребность в хирургах, и в 1788 году он был определён на службу во флот. Поступив единственным врачом на 64-пушечный корабль «Мечеслав», Буш, которому тогда было 17 лет, попал в трудное положение: 6 июля «Мечеслав» сильно пострадал в бою со шведами, и на попечении молодого врача оказалось более 200 раненых. Лето 1789 года он прослужил на линейном корабле «Святой Равноапостольный князь Владимир», а к зиме поступил в Ораниенбаумский морской госпиталь, где усердно принялся за пополнение своего образования. Вскоре ему снова пришлось покинуть научные занятия: он был назначен в гребную флотилию на шлюпку «Минерва» и, взятый шведами в плен 29 июля 1790 году, вместе с судном, на котором служил, был отправлен в Стокгольм.
После заключения мира Буш вернулся в Кронштадт. В это время он написал своё первое сочинение «Об абсцессе печени» (De abscessu hepatis; ок. 1790), которое сразу обратило на него внимание профессоров кронштадтского медико-хирургического училища, куда он был принят на должность оператора, причём в обязанности Буша входило повторение профессорских лекций с воспитанниками училища. 3 сентября 1793 года успешно сдал публичный экзамен, прочитав в медицинской коллегии пробную лекцию «О глазе и слезном свище». По совету профессоров кронштадтского медико-хирургического училища, медицинская коллегия назначила Буша прозектором кронштадтского госпиталя; там же полгода спустя он получил кафедру анатомии, физиологии и хирургии. Сознавая скудость своего образования, он усердно пополнял его чтением и практическим изучением анатомии на трупах. Руководствами для изучения и преподавания физиологии ему служили сочинения И. Ф. Блюменбаха (1752—1840) и И. В. Мюллера (1756—1813); хирургию он преподавал по монографиям А. Г. Рихтера (1742—1812). В Кронштадте Буш пробыл около 7 лет и за это время сделался выдающимся преподавателем и заслужил глубокое уважение со стороны товарищей и учеников.

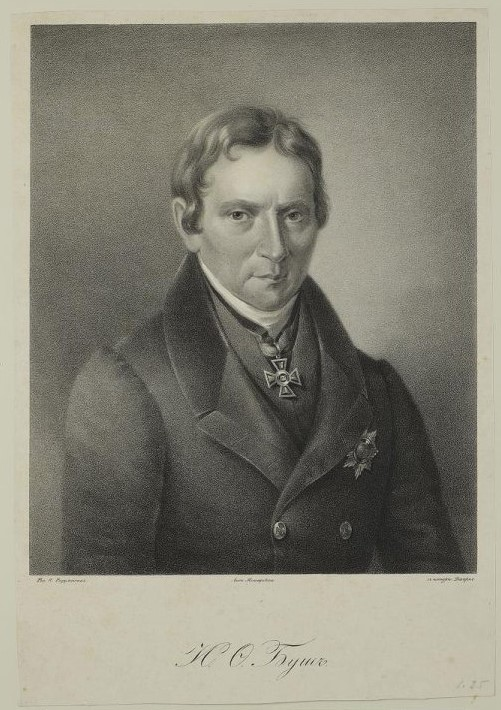
Портрет Ивана Фёдоровича Буша

17 сентября 1797 году он получил предложение преподавать анатомию и физиологию в петербургском Императорском калинкинском медико-хирургическом институте и, выдержав публичное испытание, получил звание профессора. В институте Буш читал лекции на немецком языке; помощников у него не было, и он был вынужден сам готовить все анатомические препараты для лекций и делать многочисленные вскрытия. 17 сентября 1800 года Буш получил кафедру хирургии в Медико-хирургической академии и впервые стал читать лекции на русском языке, которые были встречены очень сочувственно (По воспоминаниям М. Я. Мудрова, Буш читал «как оратор»), хотя другие, даже этнические русские преподаватели считали, что русский язык не приспособлен для преподавания медицины. Около этого же времени Бушу была предложена кафедра в Дерптском университете, но он отказался от неё. Служа в академии, он продолжал преподавание в калинкинском институте.
В 1801 году женился на Анне Винтербергер (1784—1854) и более 15 лет супруги проживали в доме родителей жены на Аптекарском острове, а не позднее 1814 года переехали на жительство в Адмиралтейский остров.
В 1802 году, после смерти профессора К. И-Х.Рингебройга (1754—1802), занял пост председателя конференции профессоров академии, но в конце следующего года отказался от этой должности. В 1802 году калинкинский институт был присоединен к академии и составил её немецкое отделение, на котором Буш читал хирургию на немецком языке до 1808 года, когда это отделение перестало существовать. При преобразовании академии в 1806 году Буш занялся устройством вновь создававшейся при академии хирургической клиники, пользуясь поддержкою ректора И. П. Франка и баронета Я. В. Виллие, относившихся к нему с большим уважением. В сентябре 1809 года Буш получил почётное звание академика, а через месяц конференция академии возвела его в степень доктора медицины и хирургии honoris causa. В 1817 года Немецкое врачебное общество в Санкт-Петербурге (нем. Der deutsche aerztliche Verein in St. Petersburg) избрало его своим директором. 26 мая 1826 года Буш получил звание заслуженного профессора; в 1826 году он был произведён в чин действительного статского советника, а в 1830 году назначен членом медицинского совета.
В 1807 году издал свой главный научный труд — «Руководство к преподаванию хирургии» (в 3-х частях). Это руководство вошло во всеобщее употребление, и в 1833 году было выпущено уже пятым изданием. Сознавая невозможность для одного преподавателя вести в академии преподавание всех хирургических наук, Буш обратился в 1825 году к конференции с просьбой о том, чтобы преподавание хирургии было разделено между ним и адъюнкт-профессором Х. Х. Саломоном. В результате образовалась вторая кафедра хирургии в академии.
В 1833 году Буш просил увольнение от службы в академии по слабости здоровья, на что 25 февраля того же года конференция, «не желая лишаться сего отличными основательными познаниями, многолетней опытностью, примерным усердием и ревностью к пользе академии мужа, неудобозаменимого как на кафедре, так и в собраниях», единогласно избрала его почётным членом академии; того же звания удостоили его: Общество русских врачей (1834), Врачебное общество в Пруссии (1835), Московское физико-медицинское общество и Общество гамбургских врачей (1838) В 1835 году Бушу была пожалована золотая табакерка с вензелевым изображением Имени Его Императорского Величества. 26 мая 1838 года во время празднования 50-летия научной деятельности Буша, Николай I пожаловал ему Орден Святого Станислава 1 степени и денежную награду. Буш являлся членом Общества испытателей природы.

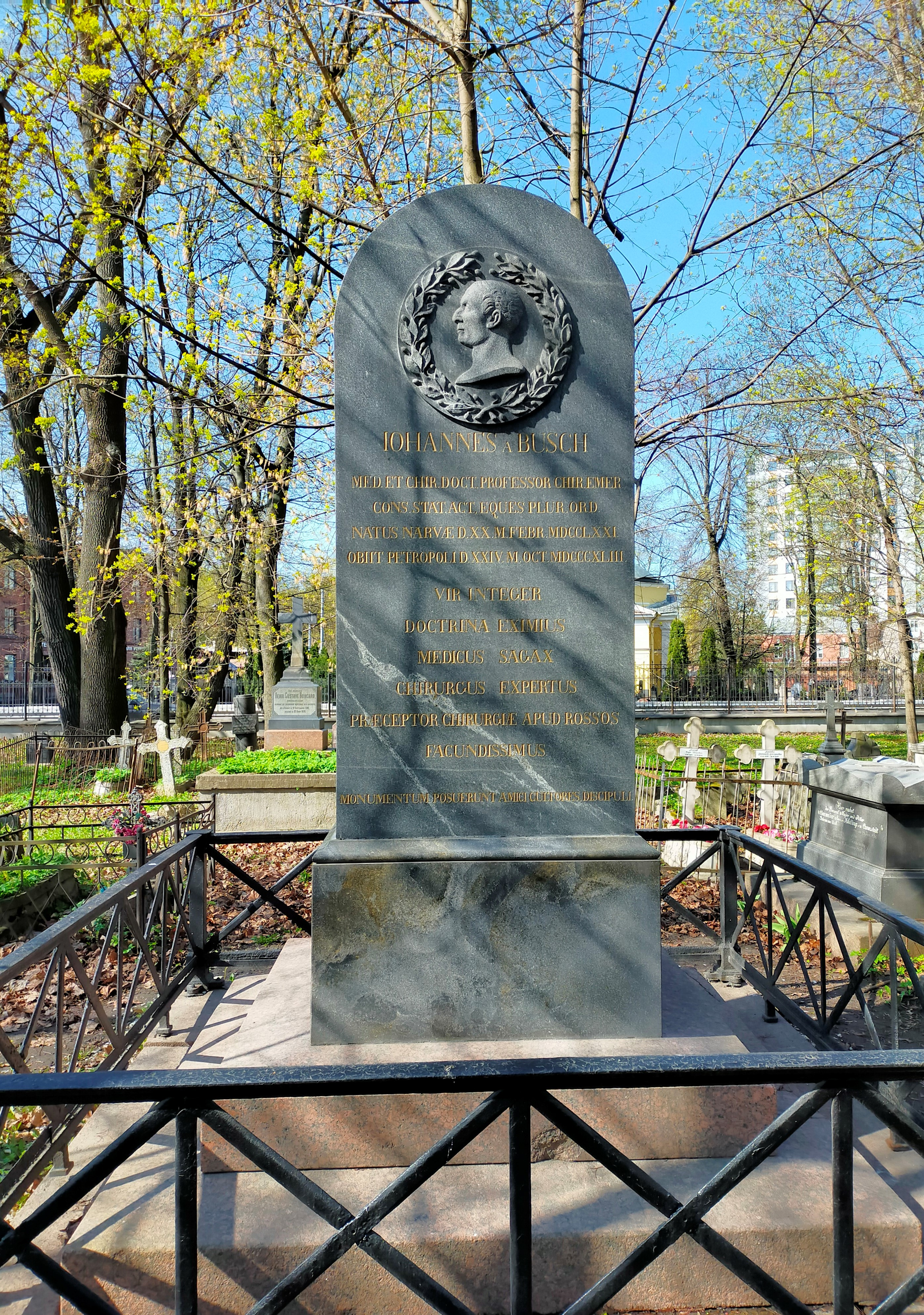
Памятник на могиле И.Ф. Буша, Смоленское лютеранское кладбище

В академии, по почину конференции, были учреждены золотая медаль и премия имени Буша из процентов с капитала в 16000 руб.; эта премия выдавалась через каждые 4 года за наиболее достойное сочинение по хирургии (исключительно русским подданным); кроме того было собрано 7500 руб., проценты с которых под названием премии Буша выдавались ежегодно первому в курсе выпускнику.
В Москве был составлен капитал в 16000 руб., на который была учреждена премия Буша, назначаемая сыну врача для изучения медицины.
9 февраля 1839 года, прослужив профессором 41 год, он был уволен от должности непременного члена конференции; за многолетнюю службу и за то, что он образовал в академии до 2000 учеников, ему была пожалована аренда по чину на 12 лет, а жалованье обращено в пенсию.
Похоронен в Санкт-Петербурге на Смоленском лютеранском кладбище.

### Учебная деятельность
Главная заслуга Буша состояла в его учебной деятельности. Он был в сущности первым преподавателем хирургии в академии и начинал своё дело в крайне затруднительной обстановке. Вечером операции на трупах в анатомическом театре производились до 1805 года при свете лучины. Во вновь устроенной клинике, состоявшей из одной палаты с 13 кроватями, температура зимой доходила до 5°С тепла; здание было очень ветхо, и ветер гулял по палате; обстановка была жалкая. Буш энергично боролся с госпитальной администрацией и грозил отказаться от клиники. Через год после основания клиники он уже добился 30 кроватей, а вскоре клиника так была улучшена, что даже иностранные врачи приезжали учиться в ней, поступая в госпиталь в звании кандидатов. Читая клинические лекции, Буш старался всеми силами привлечь слушателей к непосредственному участию в операциях на живых людях. С этой целью он постоянно, через посредство Я. В. Виллие, обращал внимание Императора на исполнителей операций, и Император щедро награждал отличившихся. У Буша была исключительная способность выбирать из среды своих слушателей наиболее талантливых, и под его руководством развилась целая плеяда знаменитых русских хирургов, таких, как Е. Н. Смельский и Я. И. Говоров. Из своих учеников особенно высоко Буш ценил И. В. Буяльского.

### Научная деятельность
Деятельность Буша, как учёного, выразилась в 44-х научных работах, из которых многие имели серьёзное научное значение. Часть этих трудов была напечатана на русском языке во «Всеобщем журнале врачебной науки» (1811—1816 годах), часть — на немецком, в трудах Общества немецких врачей в Санкт-Петербурге (1819—1840 годах). Кроме того, Буш принимал весьма видное участие в издании одного из наиболее значительных для своего времени научных трудов по оперативной хирургии — «Анатомико-хирургических таблиц, печатанных по Высочайшему соизволению и щедротами Е. В. Императора Николая І» (СПб., 1828, 1852, 1853 г., in folio).

#### Публикации
- «Об абсцессе печени» (De abscessu hepatis, ок. 1790)
- «О повреждении головы» (ок. 1791)
- лекция «О глазе и слезном свище» (1793)
- монография «Руководство к преподаванию хирургии». В 3-х ч. (1807—1808; переизд. 2-е — 1810—1811, 3-е — 1814, 4-е — 1822—1823 и 5-е — 1831)

## Награды и звания
- чин надворный советник (1804)
- звания академик, Почётный доктор и чин коллежский советник (1809)
- чин статский советник (1818)
- звание заслуженный профессор и чин действительный статский советник (1826)
- орден Святого Владимира 4-й степени (1809)
- орден Святой Анны 2-й степени (1818) с алмазными украшениями (1824)
- орден Святого Владимира 3-й степени (1830)
- орден Святого Станислава 2-й степени (1832)
- звание почётный член Медико-хирургической академии (1833)
- знак отличия за 45 лет беспорочной службы (1834)
- золотая табакерка, украшенная брильянтами, с вензелевым изображением Имени Его Императорского Величества (1835)
- орден Святого Станислава 1-й степени (1838)

Имя носит кафедра и клиника общей хирургии Военно-медицинской академии.